# Ospreys
Ospreys (in gallese Y Gweilch) è una franchise gallese di rugby a 15 che rappresenta l'area di West Glamorgan nell'United Rugby Championship.

## Storia

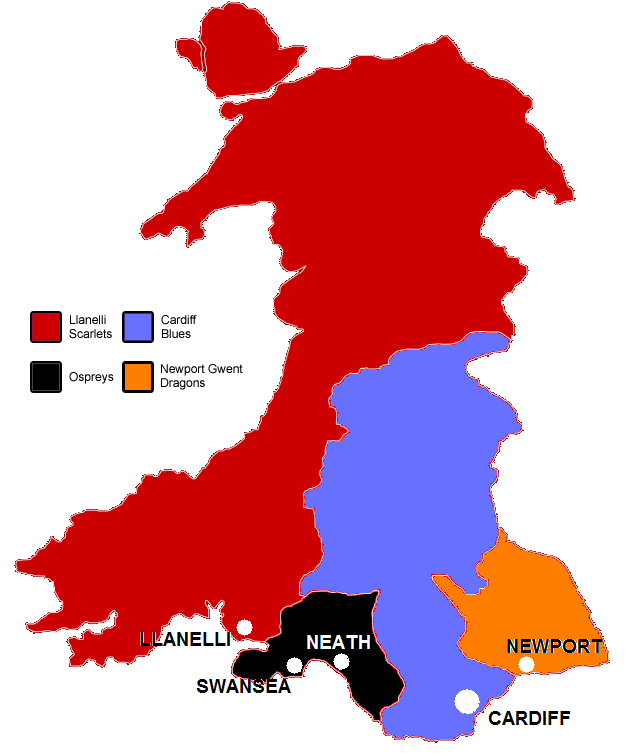
Le quattro regioni rugbistiche gallesi

Gli Ospreys sono uno dei cinque club originali della Welsh Regional Rugby Era, ora ridotti a quattro dopo lo scioglimento dei Celtic Warriors. La squadra fu creata nell'estate del 2003 quando la Welsh Rugby Union decise di creare team regionali, attratta dal successo che lo stesso format aveva già riscosso in Irlanda, Sudafrica, Australia e Nuova Zelanda.
Gli Ospreys rappresentano le aree di Neath e Swansea nel West Glamorgan, inclusa la Upper Swansea Valley, che comprende Port Talbot e Aberavon. Inizialmente furono creati come l'unione tra i due club più forti dell'area, il Neath RFC e lo Swansea RFC, che ancora possiedono il 50% ognuno del team regionale.
Nell'estate del 2004, a seguito dello scioglimento della regione dei Celtic Warriors, il Neath-Swansea Ospreys ha visto i propri confini di regione espandersi e coprire gran parte delle aree di Bridgend e Ogmore. Comunque, per problemi logistici, fu deciso che nessuna partita casalinga sarebbe stata giocata al Brewery Field del Bridgend RFC.
Il club ha avuto da principio alcuni problemi, risolti comunque in fretta, a causa della storica rivalità tra Neath e Swansea. Presentati inizialmente come una delle squadre più deboli, gli Ospreys hanno disputato una prima stagione ammirabile, arrivando a qualificarsi per la Heineken Cup del 2004-05.
Nella stagione 2005-06 riuscirono poi a conquistare la Celtic League, impresa ripetuta anche due anni dopo.
La squadra e i tifosi hanno adottato il termine Ospreylia per indicare l'area geografica di competenza del team regionale e la parola Ospreylians per indicare i propri supporter.

## Stadio
Per le prime due stagioni gli Ospreys disputarono le proprie partite casalinghe sia al St. Helens di Swansea (stadio dello Swansea RFC) che al The Gnoll di Neath (stadio del Neath RFC). Dalla stagione 2005-06 si sono invece trasferiti all'appena ristrutturato Liberty Stadium, sempre a Swansea, che, con più di 20000 posti, ha capacità doppia rispetto al St. Helens.

## Palmarès
- Celtic League: 2004-05, 2006-07, 2009-10, 2011-12
- Coppa Anglo-Gallese: 2007-08

## Statistiche

### Celtic League
| Stagione  | Pos | Giocate | Vinte | Pareggiate | Perse | Bonus | Punti |  |
| --------- | --- | ------- | ----- | ---------- | ----- | ----- | ----- |  |
| 2003/2004 | 5   | 22      | 11    | 1          | 10    | 9     | 55    |  |
| 2004/2005 | 1   | 20      | 16    | 1          | 3     | 10    | 76    |  |
| 2005/2006 | 7   | 22*     | 11    | 0          | 9     | 3     | 55    |  |
| 2006/2007 | 1   | 20      | 14    | 0          | 6     | 8     | 64    |  |

* Inclusi 2 "Free Weekends" che valgono 4 punti ciascuno.

### Heineken Cup
| Stagione  | Girone/Fase | Pos                      | Giocate                  | Vinte                    | Pareggiate               | Perse                    | Bonus                    | Punti                    |                          |
| --------- | ----------- | ------------------------ | ------------------------ | ------------------------ | ------------------------ | ------------------------ | ------------------------ | ------------------------ | ------------------------ |
| 2003/2004 | Gruppo 2    | 4                        | 6                        | 1                        | 0                        | 5                        | 0                        | 4                        |                          |
| 2004/2005 | Gruppo 4    | 3                        | 6                        | 3                        | 0                        | 3                        | 2                        | 14                       |                          |
| 2005/2006 | Gruppo 4    | 3                        | 6                        | 2                        | 0                        | 4                        | 1                        | 9                        |                          |
| 2006/2007 | Gruppo 3    | 2                        | 6                        | 4                        | 1                        | 1                        | 2                        | 20                       |                          |
| 2007/2008 | Gruppo 2    | 2                        | 6                        | 5                        | 0                        | 1                        | 1                        | 21                       |                          |
| 2007/2008 | Quarti      | Saracens 19 – 10 Ospreys | Saracens 19 – 10 Ospreys | Saracens 19 – 10 Ospreys | Saracens 19 – 10 Ospreys | Saracens 19 – 10 Ospreys | Saracens 19 – 10 Ospreys | Saracens 19 – 10 Ospreys | Saracens 19 – 10 Ospreys |

### Anglo-Welsh Cup
| Stagione  | Gruppo/Fase | Pos                              | Giocate                          | Vinte                            | Pareggiate                       | Perse                            | Bonus                            | Punti                            |                                  |
| --------- | ----------- | -------------------------------- | -------------------------------- | -------------------------------- | -------------------------------- | -------------------------------- | -------------------------------- | -------------------------------- | -------------------------------- |
| 2005/2006 | Gruppo A    | 3                                | 3                                | 1                                | 0                                | 2                                | 2                                | 6                                |                                  |
| 2006-07   | Gruppo A    | 1                                | 3                                | 3                                | 0                                | 0                                | 2                                | 14                               |                                  |
| 2006-07   | Semifinale  | Cardiff Blues 10 – 17 Ospreys    | Cardiff Blues 10 – 17 Ospreys    | Cardiff Blues 10 – 17 Ospreys    | Cardiff Blues 10 – 17 Ospreys    | Cardiff Blues 10 – 17 Ospreys    | Cardiff Blues 10 – 17 Ospreys    | Cardiff Blues 10 – 17 Ospreys    | Cardiff Blues 10 – 17 Ospreys    |
| 2006-07   | Finale      | Leicester Tigers 41 – 35 Ospreys | Leicester Tigers 41 – 35 Ospreys | Leicester Tigers 41 – 35 Ospreys | Leicester Tigers 41 – 35 Ospreys | Leicester Tigers 41 – 35 Ospreys | Leicester Tigers 41 – 35 Ospreys | Leicester Tigers 41 – 35 Ospreys | Leicester Tigers 41 – 35 Ospreys |
| 2007-2008 | Gruppo C    | 1                                | 3                                | 3                                | 0                                | 0                                | 2                                | 14                               |                                  |
| 2007-2008 | Semifinale  | Ospryes 30 – 3 Saracens          | Ospryes 30 – 3 Saracens          | Ospryes 30 – 3 Saracens          | Ospryes 30 – 3 Saracens          | Ospryes 30 – 3 Saracens          | Ospryes 30 – 3 Saracens          | Ospryes 30 – 3 Saracens          | Ospryes 30 – 3 Saracens          |
| 2007-2008 | Finale      | Ospreys 23 – 6 Leicester Tigers  | Ospreys 23 – 6 Leicester Tigers  | Ospreys 23 – 6 Leicester Tigers  | Ospreys 23 – 6 Leicester Tigers  | Ospreys 23 – 6 Leicester Tigers  | Ospreys 23 – 6 Leicester Tigers  | Ospreys 23 – 6 Leicester Tigers  | Ospreys 23 – 6 Leicester Tigers  |